# 세베로쿠릴스키군

세베로쿠릴스키 郡의 관할구역

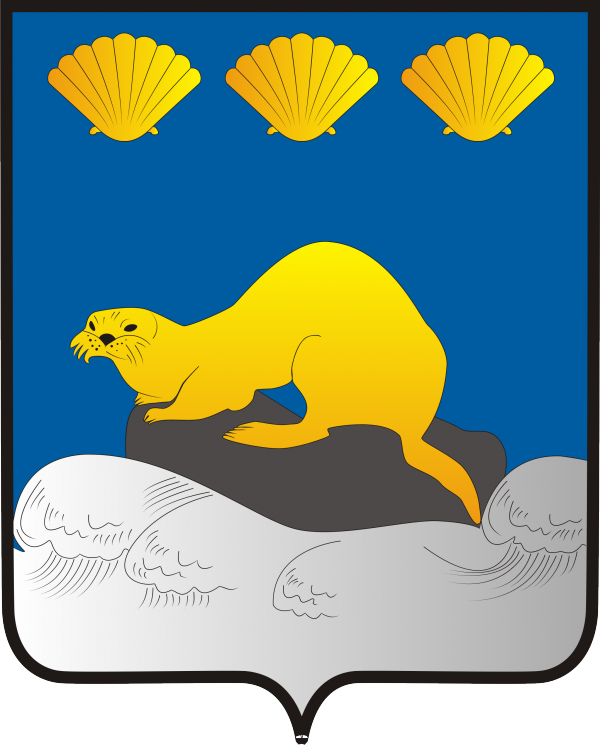
군장(郡章)

세베로쿠릴스크 군(郡, 러시아어: Се́веро-Кури́льский райо́н)은 러시아 연방 사할린 주(州)의 행정구역 중 하나이다. 면적은 3,501.2km2이며, 행정중심지는 세베로쿠릴스크이다.
인구는 2010년 조사결과 2,536명이었다. 세베로쿠릴스크에 본 군 인구의 100%가 거주한다.

## 행정
2개의 지역으로 이루어져 있다.:
- 세베로쿠릴스크 시(город Северо-Курильск): 파라무시르 섬에 위치. 구 일본명 가시와바라(柏原).
- 바이코보 마을(село Байково): 슘슈 섬에 위치하며, 세베로쿠릴스크와는 8km 떨어져 있다. 1875년부터 1946년까지는 카타오카(片岡)로 불렸다. 현재 정주 인구는 없다.